# Arapoti

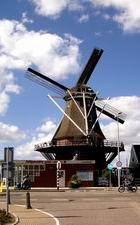
Moulin, Arapoti

Arapoti est une ville brésilienne du centre-est de l'État du Paraná. Sa population était estimée à 27 362 habitants en 2014.
La ville est desservie par l'aéroport Avelino Vieira.